# 野々宮ここみ
野々宮 ここみ（ののみや ここみ、1993年2月3日 - ）は、日本のAV女優。
東京都出身、プライムエージェンシー所属。

## 略歴・人物
2011年に「宮野瞳（みやの ひとみ）」の芸名で着エログラビアデビューし、同年中に「星咲みゆ（ほしさき みゆ）」としてAVデビュー。小柄で華奢なロリ系のAV女優。
2013年より、宮野瞳名義でAV出演。
2013年9月、所属事務所をプライムエージェンシーに移籍し野々宮ここみに改名。
2019年1月に、宮野瞳名義で着エロが発売。その際、自身のTwitterでの名義を野々宮ことみから宮野瞳へ戻した。

## 作品

### イメージDVD
- 無垢 EYES MILE（2011年4月23日、INTEC Inc）※「宮野瞳」名義
- つるつるぷにぷにろりぺったん（2012年5月23日、INTEC Inc）※「聖璃」名義
- 純真乙姫 〜19歳・パイパン・着エロDEBUT〜（2012年8月17日、スパークビジョン）※「宮野瞳」名義
- つるつるロリータ（2012年10月26日、サムバディ）※「富田みな」名義
- Collections（2012年12月26日、スパークビジョン）※「宮野瞳」名義
- 美女びんびん物語 川瀬かのん（2017年9月25日、ウーノ）※以降5作品は「川瀬かのん」名義
- Nature 川瀬かのん（2017年7月28日、マーレーインターナショナル）
- NAKED VIEW 川瀬かのん（2018年5月23日、INTEC）
- 透けスケパラダイス 川瀬かのん（2018年9月25日、フェイス）
- ピンクの乳首はヌードな気分 川瀬かのん（2018年1月26日、メディアブランド）
- 声が出ちゃう/宮野瞳（2019年1月25日、フェイス）※「宮野瞳」名義

### アダルトDVD
2011年
- 首都圏 淫交 12（11月10日、フルセイル）
- 続・素人娘、お貸しします。VOL.36（11月22日、プレステージ）
- ウブちらGET 街角素人っ娘にパンチラ見せてとリアル軟派! 6（12月10日、ホットエンターテイメント）
- あなたの朝勃ちヌキに行きます。 15（12月22日、フルセイル）
- 深夜に歓楽街を徘徊している女子校生は泊る場所が無くって困ってる? 家に泊めてあげたら僕のことを神様あつかい! なんでも言う事聞いてくれました!（12月23日、SCOOP）
- 体育会系部活少女 陸上部 みゆ（12月24日、ラマ）
- スゴ〜く! 制服の似合う素敵な娘MAX みゆ（12月25日、オーロラプロジェクト）

2012年
- カフェで働くカワイイ娘 今日のお仕事は中出し交尾♥ みゆ（1月25日、サムシング）
- やたらと なついてくる10歳以上離れた従姉妹（いとこ）にHな悪戯したら、ガマンができずついつい…。（3月9日、SCOOP）
- 美少女即ハメ白書 02（7月20日、ソクハメラボ）

2013年
- 図書館で声も出せず糸引くほど愛液が溢れ出す敏感娘 レズスペシャル（4月25日、ナチュラルハイ）
- 白衣の天使と性交（5月17日、ドリームチケット） ※「瞳」名義
- 巨乳な我が子の友達は貧乳ばかり!貧乳コンプレックスの友だちが、巨乳の娘に相談しに我が家にやって来た。 娘に「揉んだら大きくなる」と教えられた友だちは、小さいオッパイを本気でモミモミしていると、小さいのに超敏感で感じまくり! 巨乳トレーニングのつもりがオナニー状態に…。敏感になった乳首を自分ではどうすることもできなくなって…（5月23日、Hunter）
- 初体験! キモメンさんたちと楽しいセックス（6月1日、キャンディ） ※「瞳」名義
- 出会い系サイトで知り合った素人娘（6月6日、グローリークエスト） ※「ひとみ」名義
- 初めてのレズロリ温泉 〜ママには内緒のネコとタチ〜（6月6日、ヒビノ） ※「瞳」名義
- INSTANT LOVE 43（6月7日、クリスタル映像）※「瞳」名義
- わざとじゃないんです!招かれた知人宅で高○生の娘さんの着替え中に鉢合わせ!未成年のカワイイおっぱいに目がくらみ、父親の目を盗んで…（6月10日、ブリット）
- Street Snap+ 04（6月11日、フルセイル）※「宮下ひとみ」名義
- 3年引きこもり美少女 ふゆかちゃん（19） 社会復帰はAV出演で! ノーブラペチャパイすっぴん娘が1000日ぶりの外出で青姦露出デビュー（6月20日、ディープス）※「ふゆか」名義
- 制服少女と淫行 1（6月21日、フルセイル）
- 少女マニア倶楽部 妊娠してもイイから生で突っ込んで（7月5日、秘宝）※「ひとみ」名義
- ［ペチャパイ］ってバカにされたから揉んで大きくして! クラスの女子からも男子からも全く相手にされていない僕。唯一話しかけてくれるのは幼馴染!!幼い頃は男勝りで、とても負けん気の強い女の子だった幼馴染は今では誰もが振り向く程、超カワイイ女の子に!だけど胸は満足いく程、成長しなかったらしくコンプレックスをもっているみたいでもっと大きくなりたいと心の底から願っている!! しかも男子に［小さい］とバカにされたのが悔しかったらしく「大きくしたいから揉んで…」と他の男には決してお願いできないような事を僕にお願いしてくるんです!当然、揉んでいたら彼女の方が変な気持になってきて…（7月6日、Hunter）
- お兄ちゃんに大好きだって伝えたい（7月12日、TMA）
- 幼い度120%18歳!! 貧乳Aカップいきなり大量ぶっかけ&中出しセックス LEGEND OF ド貧乳 乙葉みう（7月12日、First Star）※「乙葉みう」名義
- 無防備な日常の仕草に現れる女の子の「Hしたい♥」合図 いつでもどこでも即ハメOK!愛液べっちょりセックス（7月15日、LOTUS）
- お父さん、お願い教えて欲しいの… 逆夜這い（8月2日、夜這い）
- 宮野瞳と箱根とセックス（8月9日、フルセイル）
- ジュニアぺっと 2（8月13日、色眼鏡）※「瞳」名義
- 女子校生15人オマ○コ指入れぴちゃぴちゃ自画撮りオナニー vol.13（8月15日、プリモ）
- ロリ専科 キミだけに語りかけ!ロリっ娘20人! オマ●コぴちゃぴちゃ指入れ自画撮りオナニー 4時間DX vol.07（8月16日、ロリオナ）
- 毎朝通勤途中に見かける女子高生のパンチラが見えてムラッとしてたら、彼女のマ○コもムレムレだった件（8月22日、SWITCH）
- ホテル・デリバリー 女子○生・ひとみ 「1泊2日でエッチなお相手させて頂きます…。」（8月25日、オーロラ・プロジェクト）
- JKブルマ 13（9月6日、クリスタル映像）
- 女子校生専門中出しソープ（9月13日、マルクス兄弟）
- S-Cute Girls（9月19日、S-Cute）※「瞳」名義
- 私のバター犬（9月20日、レイディックス）※「瞳」名義
- レイプ嗜好者の獲物となった女子校生 車内で、野外で、男たちの欲望が尽きるまで犯されつづける…（9月25日、オーロラ・プロジェクト）
- GET!! 素人ナンパ No.158 2013 新宿（10月7日、桃太郎映像出版）
- 巨根ハメまくりFUCK（10月25日、EROTICA）※「瞳」名義
- 素人援交生中出し ひとみ 20才（10月31日、プラム）※「ひとみ」名義
- AV女優が撮影現場に来たらいきなりSEX 即ハメ 生中出し（11月7日、グローリークエスト）※「瞳」名義
- 大好きなお兄ちゃんにおねだりエッチ♥（11月22日、TMA）
- ひとりぼっち。（12月7日、桃太郎映像出版）※「ひとみ」名義
- 女子校生の指入れオナニー（12月27日、TMA）

2014年
- 絶対服従 VIP専用奴隷ナース（1月1日、ワンズファクトリー）
- 部活帰りのウブで真面目な女子校生が訪れるスポーツ整体院。施術師が際どいラインを触ってきても彼女達は頬を赤らめるだけで何も言えないのをいい事に…更に敏感な部分も触ると熱い吐息が聞こえ始め…（1月1日、DOC）
- 痴漢円光少女 File.01 物欲に負けセックスを受け挿れるオマ○コ事情（1月9日、ナチュラルハイ）
- パイパン純情 JK（1月10日、クリスタル映像）
- 制服美少女の放課後即ハメ日記 volume 3（1月25日、kawaii*）
- 日本の女性器大図鑑 私のオマ●コ見て下さい♥ 40人4時間Dx vol.04（6月20日、BRUST）※「瞳」名義
- 卒業 Memories（8月13日、S-Cute）※「瞳」名義

野々宮ここみ 名義
2014年
- 即ハメ痴漢（2月6日、ナチュラルハイ）
- 娘の幼馴染が入浴中なのにうっかり扉を開けてしまった俺（2月6日、AKNR）
- うたた寝している姪っ子の発育途中の身体に興奮してしまいイケナイと思いつつもイタズラをしてみると…（2月11日、DOC）
- ナンパJAPAN 美少女Hunt Vol.03 アカン、アカンも好きのうち ノリノリ大阪GALがめっちゃ好きやねん!まいどー♪おおきに♪イキまっせ♪ 大阪な●わ&難●Street編（2月25日、ナンパJAPAN）
- 教え子と子作り新婚生活（4月10日、アイエナジー）
- JKのムチムチした黒パンスト姿に発情してしまった俺（4月10日、AKNR）
- J●散歩!! ガチ交渉でココまでヤッちゃいました!!（5月1日、DOC）
- 壁！机！椅子！から飛び出る生チ○ポが人気の進学校 『都立しゃぶりながら高校』 …さらにハメながら!!（5月10日、SODクリエイト）
- 犯された衝撃ではじめて絶頂を覚えSEXがヤミツキに… まさかの騎乗位で2回戦を求める初イキ娘（5月10日、ナチュラルハイ）
- 入学式を控えた敏感少女（5月13日、無垢）※「こころ」名義
- ■10代少女ナンパ紀行■ ティーンハンティング vol.3（6月3日、DOC）
- 勤務中にリモバイ仕込んで働かせちゃった俺（7月10日、AKNR）
- リベンジポルノ流出 〜別れた腹いせに元カノとの盗撮SEXを投稿〜（8月8日、BAZOOKA）
- 絶対に誰にも見せないとの約束で撮影したSEXの映像 2 〜素人娘プライベート中出し編〜（9月26日、S級素人）
- 純粋無垢な美少女の高画質 完全主観 フェラチオ 未公開 16人4時間（10月13日、無垢）
- 妹にフェラを教えたら毎日しゃぶりたがるようになった。（10月24日、I.B.WORKS）